# Kappa Andromedae
Kappa Andromedae (Kappa And, κ Andromedae, κ And), som är stjärnans Bayerbeteckning, är en ljus stjärna i den västra delen av stjärnbilden Andromeda. Den har en genomsnittlig skenbar magnitud på omkring +4,1 och är tillräckligt ljusstark för att vara synlig för blotta ögat på platser där ljusföroreningar inte förekommer. Baserat på parallaxmätningar befinner den sig på ett avstånd av ca 168 ljusår (52 parsek) från solen.

## Egenskaper
Kappa Andromedae har spektralklass B9 IVn, vilket indikerar att den är en underjätte som utvecklats från huvudserien. Den har en radie som är 2,3 gånger solens radie och roterar snabbt, med en beräknad rotationshastighet på 176 km/s. Stjärnans yttre skikt utstrålar energi i rymden vid en effektiv temperatur på 11 361 K, vilket ger den en blåvit färg.

### Stjärnsystem
I november 2012 observerades en ung, varm gasjätteplanet, cirka 13 gånger massan av och något större än Jupiter, i direkt omlopp runt Kappa Andromedae med en beräknad separation av 55 ± 2 AE. Observationer vid flera våglängder indikerar en temperatur på cirka 1 700 K och den uppskattade åldern är ca 30 miljoner år.
I september 2013 reviderades följeslagarens massa till 50 ± 13 Jupiter-massor på grund av en mycket äldre beräknad ålder för huvudstjärnan, 220 ± 100 miljoner år, vilket gör den till en brun dvärg med spektraltyp L1.[5] Den lyser genom nedkylning av sin återstående värme när den åldras. Som ett resultat leder en högre systemålder till en större massa (och initial energiavgivning) för att nå samma ljusstyrka. Denna senare studie använde data från Project 1640 integral-field spectrograph för att anpassa en temperatur på ca 2 040 K.
En studie år 2016 beräknade åldern av Kappa Andromedae från dess rotationshastighet, ljusstyrka och ellipticitet och kom fram till en ålder på 47 +27/-40 miljoner år och en massa på 22 +8/-9 gånger Jupiters för följeslagaren.